# Caitlin Cronenberg
Caitlin Cronenberg (Toronto, 27 ottobre 1984) è una fotografa canadese.
È nota per i suoi ritratti di celebrità e i suoi editoriali. Ha scattato fotografie utilizzate per le copertine degli album di musicisti quali Lights, Howard Shore e Drake. Ha inoltre diretto cortometraggi, videoclip, spot televisivi e il lungometraggio Humane, del 2024.
È figlia del regista e attore David Cronenberg e sorella del regista Brandon Cronenberg.

## Biografia
Caitlin Cronenberg nasce a Toronto il 27 ottobre 1984, figlia del regista David Cronenberg e di Carolyn Zeifman, già genitori di Brandon Cronenberg, nato nel 1980. È inoltre sorellastra di Cassandra Cronenberg, nata nel 1972 dal primo matrimonio di David Cronenberg con Margaret Hindson, durato dal 1970 al 1977. Caitlin Cronenberg consegue una laurea in fashion design presso la l'Università Ryerson (ora Università metropolitana di Toronto) prima di iniziare la sua carriera come fotografa.
I suoi lavori fotografici vengono pubblicati su riviste di tutto il mondo, tra cui le copertine di W, L'Uomo Vogue e Variety. Nel 2010 Caitlin Cronenberg pubblica un libro di ritratti di nudo intitolato Poser. Nel 2016 scatta le fotografie che verranno utilizzate per la copertina e il booklet dell'album Views del rapper canadese Drake, destinato a diventare un fenomeno virale su Internet. Caitlin Cronenberg dirige alcuni video musicali, tra cui quello di I Got You di Hollerado e On Camera di Hill, entrambi del 2017. Sempre nel 2017 viene incaricata da Apple di scattare alcuni ritratti di persone canadesi per la campagna Shot on iPhone, creata appositamente per il Canada. Nello stesso anno fotografa il primo ministro canadese Justin Trudeau per la copertina di Delta Sky Magazine. Ancora, sempre nel 2017, viene premiata con un Canadian Arts and Fashion Awards (CAFA) in qualità di creatrice d'immagini dell'anno. Nel 2018 esce il suo secondo libro, The Endings.
Nel 2021, Caitlin Cronenberg gira The Death of David Cronenberg, un cortometraggio di un minuto distribuito direct-to-video con protagonista suo padre nel ruolo del personaggio principale e anche dello scrittore. Il cortometraggio è stato offerto come NFT all'asta su SuperRare. È stato successivamente distribuito il 19 settembre 2021. Nello stesso anno Caitlin Cronenber partecipa in qualità di giudice e fotografa alla mini sfida della seconda stagione di Canada's Drag Race, nell'episodio Lost and Fierce. Il 10 dicembre 2021, viene annunciato il suo ruolo di regista del thriller Humane, scritto e prodotto da Michael Sparaga. Il film, distribuito nelle sale il 26 aprile 2024, combina elementi di horror, thriller e dramma familiare per affrontare il tema della crisi climatica.

## Filmografia

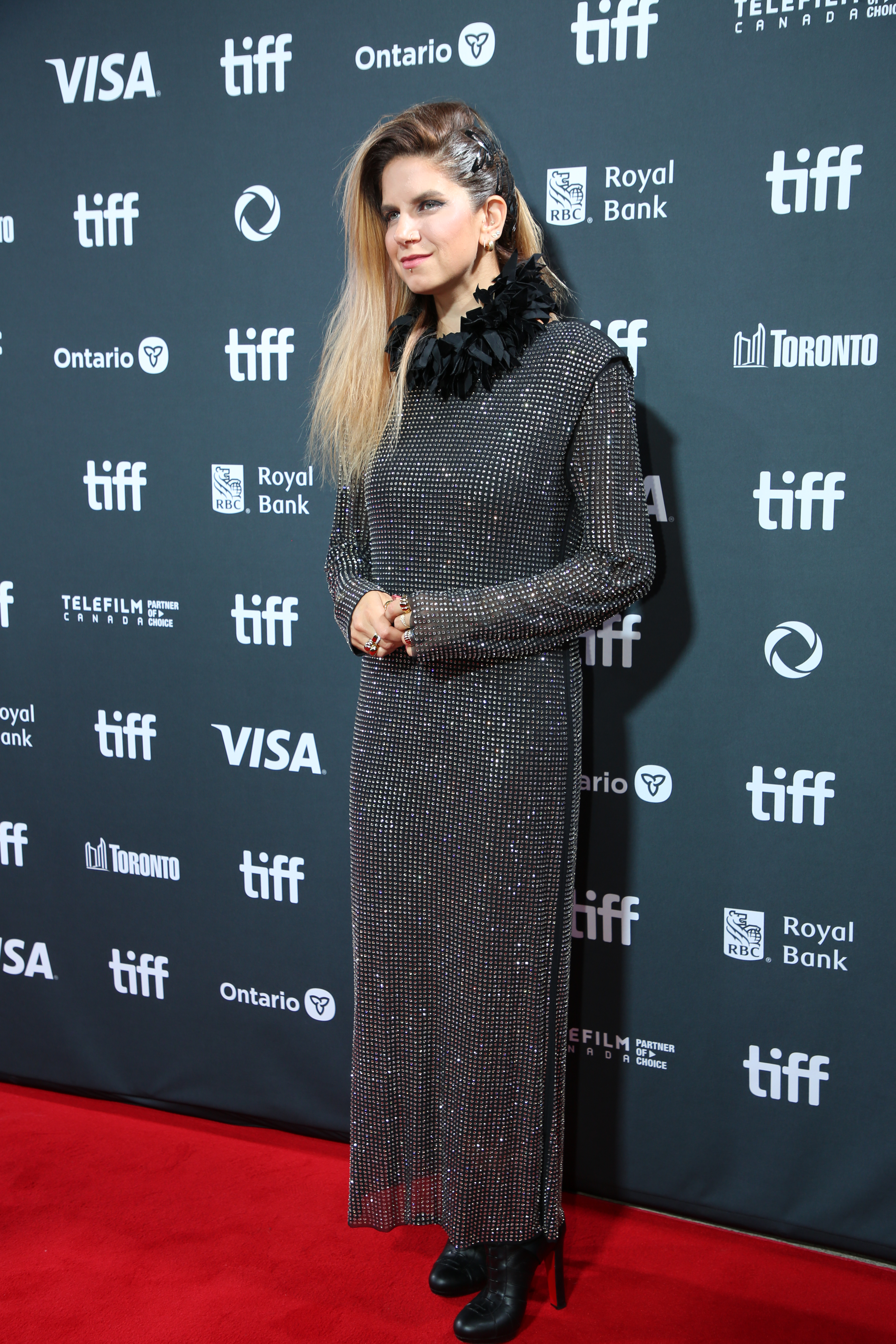
Caitlin Cronenberg al Toronto International Film Festival nel 2024

### Attrice

#### Cinema
- Blindspot, regia di Zachary Murphy – cortometraggio direct-to-video (2010)
- Citizens of Cosmopolis, regia di Julie Ng – direct-to-video (2012)

#### Televisione
- Reelside - serie TV, episodi sconosciuti (2015)

### Produttrice

#### Cinema
- The Endings, regia di Caitlin Cronenberg – cortometraggio (2018)
- The Death of David Cronenberg, regia di Caitlin Cronenberg – cortometraggio direct-to-video (2021)

#### Videoclip
- Animalia Stifling, regia di Brandon Cronenberg (2014)

### Regista

#### Cinema
- The Endings – cortometraggio (2018)
- The Death of David Cronenberg – cortometraggio direct-to-video (2021)
- Humane (2024)

#### Videoclip
- The Plateaus Yng Luv (2014)
- Scarlett Jane Little Secret (2015)
- Jon Bryant Light (2016)
- Hollerado I Got You (2017)
- Hill On Camera (2017)
- Andrea Ramolo My Oh My (2018)

#### Spot
- That's What She Said - International Women's Day 2021 - Scotiabank
- Billie Eilish for Beats by Dre
- Billie Eilish for Bershka
- Centre for Addiction and Mental Health - PSA
- First Response
- Brooklyn Academy of Music presents Medea

## Programmi televisivi
- Katie Chats - talk-show (2014)
- Firecracker Department - talk-show (2019)
- Canada's Drag Race - reality (2021)
- Q with Tom Power - talk-show (2024)
- The National - news show (2024)

## Discografia

### Fotografia
- 2009 - Lights The Listening
- 2010 - Jodi King Little Smile
- 2012 - Howard Shore e Metric Cosmopolis (Original Motion Picture Soundtrack)
- 2014 - Howard Shore Maps To The Stars (Original Motion Picture Soundtrack)
- 2016 - Drake Views
- 2022 - Lights Siberia

## Libri
- (EN) Caitling Cronenberg, Poser, Chattanooga, Tennessee, CMC Publications, 2010, ISBN 978-09-86567-40-7.
- (EN) Caitlin Cronenberg e Jessica Ennis, The Endings. Photographic Stories of Love, Loss, Heartbreak, and Beginning Again, Mary Harron (prefazione), San Francisco, California, Chronicle Books, 2018, ISBN 978-14-52155-68-5.

## Riconoscimenti
- Canadian Arts and Fashion Awards
  - 2017 - Creatrice d'immagini dell'anno[20]